# Château du Buat
Pour les articles homonymes, voir Buat.
Le château du Buat se situe sur la commune de Maule, dans le département des Yvelines, en France.

## Histoire

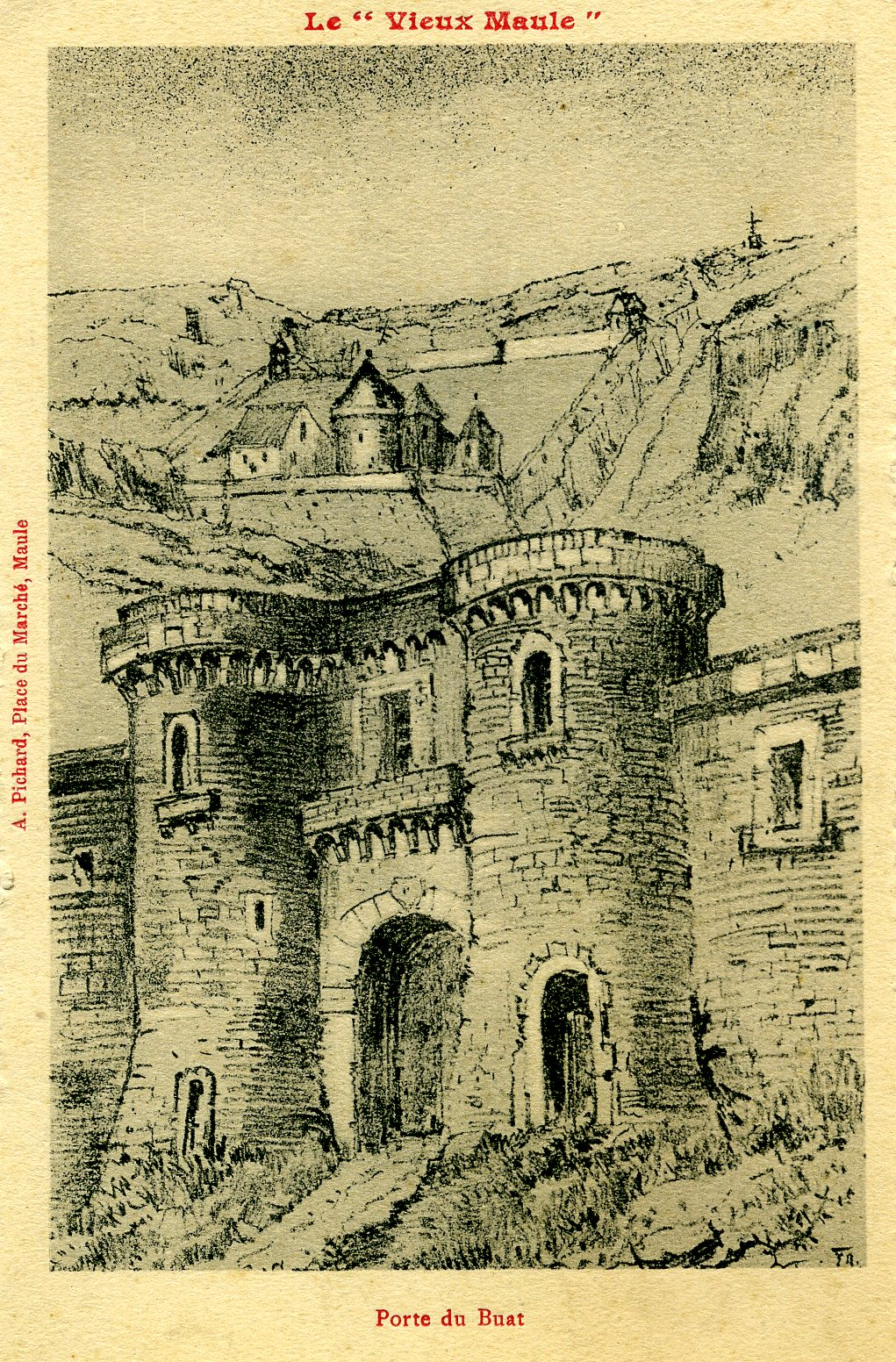
Illustration de l'ancienne porte du Buat

De style Louis XV, il fut construit en 1730 sur les vestiges d'une ancienne porte de la ville fortifiée de Maule, la porte du Buat, qui était la quatrième qui longeait la propriété de l'hostellerie du Dauphin. Cette porte disparut totalement au XIXe siècle.
- 1366: le fief du Buat est offert au monastère par Jacques du Buat, chanoine de Saint-Paul à Saint-Denis et, en échange, le prieur avait l'obligation de dire une messe de requiem dans l'église une fois par semaine.
- 1491: la propriété est cédée par les moines à Thomas Morise, manœuvrier.
- 1664: le domaine est transmis au Sieur Pernot par un bail emphytéotique de 60 ans. Cet homme était Grand valet de pied du roi sous Louis XIV. À sa mort, sa veuve hérita du fief.
- 1730: le château, appelé à l'époque Maison rouge, fut bâti par les enfants Pernot. Il se transmit alors successivement de génération en génération par les femmes de la famille.

Au début du XXe siècle, l'une d'entre elles cède le château à une congrégation de religieuses bénédictines.
- De 1942 à 1944, le château est occupé par la Wehrmacht et devint, après la seconde Guerre mondiale, une école ménagère pour les jeunes filles.
- 1951: création, par M. Corcoral et par la mère supérieure, d'un lycée agricole privé, le Ministère de l'Agriculture donnant son agrément à la création.
- 1er juin 2007: Le journal de 20h sur France 2 montre un reportage sur les actions et les projets du lycée, notamment sur des sujets comme l'écologie, le tourisme et l'aide aux personnes âgées.

## Architecture
Le Buat est construit en briques et en pierres. Il comporte un corps central flanqué de deux pavillons légèrement décrochés. Sur le fronton central de l'édifice figure le mot latin "PAX" (paix).

## Jardins
Du jardin forestier qui constitue le domaine, seules quelques allées ombragées permettent de s'y promener.
Il y subsiste un ancien pressoir et un colombier.